# Provinciale weg 605
De provinciale weg 605 (N605) is een provinciale weg in de provincie Noord-Brabant. De weg vormt een verbinding tussen de N272 (Oost-om) in Gemert en de N264 nabij Volkel.
De weg is uitgevoerd als tweestrooks-gebiedsontsluitingsweg met een maximumsnelheid van 80 km/h. In de gemeente Gemert-Bakel heet de weg Noord-om en Boekelseweg. In de gemeente Boekel draagt de weg de straatnamen Gemertseweg, Randweg Boekel en Volkelseweg. In de gemeente Maashorst heet de weg Brabantsestraat, Leeuwstraat en Nieuwe Udenseweg.
Vroeger liep de weg in Gemert via de Vondellaan naar de rotonde Vondellaan/Haageijk/Komweg/N616 (Kruiseind). In 2018 is de N605 in Gemert verlegd. Op de Boekelseweg was een nieuwe rotonde naar een korte nieuwe randweg, Noord-om, gerealiseerd. Via deze nieuwe randweg sluit de N605 voortaan bij een rotonde aan op de N272. 
In 2021 is de N605 verlegd naar de Randweg Boekel, ten westen van die plaats. 
De provincie Noord-Brabant is verantwoordelijk voor het beheer van de wegvakken buiten de bebouwde kom. De weggedeelten binnen de bebouwde kom worden beheerd door de gemeente waarin zich het weggedeelte bevindt.
N62 · N69 · N251 · N252 · N253 · N254 · N255 · N256/A256 · N257 · N258 · N260 · N261 · N262 · N263 · N264 · N266 · N267 · N268 · N269 · N270/A270 · N271 · N272 · N273 · N274 · N275 · N276 · N277 · N278 · N279 · N280 · N281 · N282 · N283 · N284 · N285 · N286 · N287 · N288 · N289 · N290 · N291 · N292 · N293 · N294 · N295 · N296 · N296n · N297 · N298 · N300 · N321 · N322 · N324 · N329 · N389 · N394 · N395 · N396 · N397

N556 · N562 · N564 · N570 · N572 · N590 · N595 · N598 · N601 · N602 · N605 · N607 · N612 · N613 · N615 · N616 · N617 · N618 · N620 · N622 · N625 · N629 · N631 · N632 · N637 · N638 · N639 · N640 · N641 · N651 · N652 · N653 · N654 · N655 · N656 · N658 · N659 · N660 · N661 · N662 · N663 · N664 · N665 · N666 · N667 · N668 · N669 · N670 · N671 · N673 · N674 · N675 · N676 · N682 · N683 · N686 · N689 · N690 · N831 · N843

Voormalige provinciale wegen: N299 · N551 · N552 · N553 · N554 · N555 · N560 · N561 · N563 · N565 · N566 · N567 · N568 · N571 · N574 · N580 · N581 · N582 · N583 · N584 · N585 · N586 · N587 · N588 · N589 · N591 · N592 · N593 · N594 · N596 · N597 · N603 · N604 · N606 · N608 · N610 · N611 · N614 · N619 · N621 · N623 · N624 · N626 · N628 · N630 · N634 · N642 · N657